# Fairchild Aircraft
«Фэрчайлд Эркрафт» (англ. Fairchild Aircraft Co.) — бывшая американская компания — разработчик и производитель самолётов и другой аэрокосмической техники, а также управляемых ракет. Штаб-квартира в разное время располагалась в Фармингдейле в штате Нью-Йорк, Хейгерстауне в штате Мэриленд и Сан-Антонио в штате Техас. После инкорпорирования других производств, Fairchild Aircraft стала одним из структурных подразделений новообразованной корпорации Fairchild Engine and Airplane Corporation, наряду с Fairchild Engine (авиадвигатели), Fairchild Guided Missile (управляемые ракеты) и Fairchild Stratos (ракетно-космическая и авиатехника), добавились подразделения Al-Fin (машиностроение и цветмет), Fairchild Space Company (космические аппараты), Fairchild Communications & Electronics Company (электроника, системы связи). Основная часть производственных мощностей филиалов корпорации была сосредоточена на острове Лонг-Айленд, в штате Нью-Йорк.

## История
Организационные преобразования, слияния и поглощения
Основана Шерманом Фэрчайлдом в 1929 году под названием Fairchild Aviation Corporation в Фармингдейле (штат Нью-Йорк).
В начале 1960-х компания Шермана Фэрчайлда начала приобретать акции компании Рипаблик Авиэйшн, завершив поглощение в июле-сентябре 1965 года.
В 2002—2003 годах активы компании приобретены компанией M7 Aerospace, которая, в свою очередь, в 2010 году приобретена американским подразделением израильской компании Elbit Systems.
Авиастроение

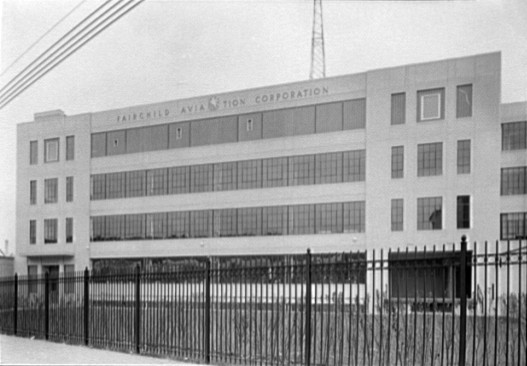
Авиазавод «Фэрчайлд» в Джамейке

Первый самолёт, получивший индекс FC-1 был разработан авиастроительным подразделением фирмы Фэрчайлда в 1925 году (тогда ещё оно не было выделено в отдельный субъект хозяйственной деятельности). Помимо разработки военных самолётов, конструкторами «Фэрчайлд» разрабатывались самолёты гражданской авиации, которые использовались для широкого спектра задач: аэрофотосъёмки, почтовой связи с удалёнными районами, пожаротушения, полётов в арктических и антарктических широтах, и т. д. Кроме того, был занят сегмент самолётов класса «люкс» для состоятельных клиентов, но всё это, однако, не обеспечивало сверхприбылей и компания функционировала на малых фондах. Ситуацию изменила Вторая мировая война. На начальном её этапе, до открытия второго фронта в Европе, в ходе американо-японского противоборства на Тихом океане, компании удалось получить крупные правительственные заказы на поставку самолётов и запчастей к ним для армии и флота. Чтобы обеспечить своевременное выполнение заказов компания расширила производственную базу и многократно увеличила штаты. Для укомплектования новых сборочных линий персоналом и, одновременно, удешевления стоимости вложенного труда, корпоративным менеджментом были сняты возрастные и квалификационные ограничения для трудоустраивающихся, компания стала нанимать неквалифицированную рабочую силу (с видом на подготовку нанятых непосредственно в процессе производства), женщин и представителей нацменьшинств, в первую очередь, афроамериканцев (которые первыми же попали под сокращение, после снижения объёма заказов, аналогичный цикл увеличения/сокращения штатов был затем повторён в период эскалации и деэскалации Корейской войны). Для оптимизации процесса производства и расквартировки рабочей силы в Лонгайлендском промышленном районе, общежития для работников и работниц были построены вблизи авиазаводов в Бэй-Шоре, Джамейке, Сайоссете и Фармингдейле. Помимо жителей Нью-Йорка и его окрестностей, на авиазаводы компании набирались жители прилегающих штатов — Мэриленда, Пенсильвании и Западной Виргинии. В цифрах, количество работников, занятых на предприятиях Фэрчайлд составляло около двухсот в 1939 году и восемь тысяч к 1943 году. За годы войны, компания выпустила около 8000 учебно-тренировочных самолётов типа «Корнелл» (модели PT-19, PT-23 и PT-26) для подготовки пилотов американской и канадской военной авиации. Несмотря на то, что темпы производства снизились в связи с окончанием войны, с началом американо-советского противостояния в Холодной войне, компании удалось сохранить норму прибыли за счёт получения уже в 1945 году заказа на изготовление крупной партии военно-транспортных самолётов «Пакет», — за три года, до сентября 1948 года было выпущено 223 самолёта. В 1948 году, в ходе стремительного нарастания напряжённости в американо-советских отношениях, поступил очередной заказ на производство десантно-транспортного самолёта «Флаин-Бокскар», — за четыре года, до 1952 года было выпущено 1112 самолётов, которые применялись в Корейской, Первой и Второй Индокитайских войнах. К началу 1950-х годов число работников на заводах компании составило около десяти тысяч. Последним крупным контрактом на этапе окончания военных действий на Корейском полуострове стало получение компанией контракта от ВВС на постройку 165 тяжёлых военно-транспортных самолётов «Провайдер», который впоследствии был увеличен на 138 единиц, на момент окончания производства 31 июля 1958 года счёт поставленных ВВС самолётов указанной модели составил 303 самолёта. Всего, за время существования компании, на её авиационных заводах сменилось около пятидесяти тысяч человек.
В 1996 году Fairchild была приобретена немецкая авиастроительная компания Dornier Luftfahrt GmbH с образованием совместного предприятия Fairchild Dornier и одноименной марки самолётов.
Ракетостроение
Подразделение управляемых ракет (Guided Missile Division) располагалось в Уайанданче, Лонг-Айленд. «Фэрчайлд» включилась в американскую программу разработки ракетного оружия в 1945 году, на завершающем этапе Второй мировой войны, первым её проектом стала зенитная управляемая ракета «Ларк» (один из первых образцов вооружения такого рода), разработка которой велась для ВМС США. В период «ракетного бума» в 1955—1956 годах, подразделение заняло 28-е место в списке крупнейших подрядчиков ВПК США в сфере проектирования и производства управляемых ракет. Вице-президент и генеральный менеджер Fairchild Guided Missile Эдвин Спикмен избирался председателем Комитета по управляемым ракетам Ассоциации авиационной промышленности США на 1958—1959 год. Подразделение работало над проектами ракет для Главного управления вооружения ВМС США, ведущим инженером-проектировщиком от компании выступал Кирк Марш в феврале 1956 года перешедший на работу в корпорацию Bendix Aviation.
Последовательная отмена проектов ракет постепенно приводила подразделение к урезанию производственных мощностей и сокращению штатов, так, отмена проекта «Гус» в начале 1959 года привела к сокращению свыше двух тысяч работников, а затем к продаже Лонгайлендского ракетного завода. Не меньший убыток был нанесён отменой секретного проекта стратегической крылатой ракеты-носителя «Гандер», которую предполагалось разместить на американских военных базах за рубежом, в центрально- и западноевропейских странах НАТО. После отмены указанных проектов, подразделение некоторое время вело работу над неким новым секретным проектом, который в итоге так же не был реализован. В связи с понесёнными убытками подразделение было перепрофилировано под выпуск ракетно-космической техники и получило название «Астрионикс» (Astrionics Division).
Отдельно от подразделения управляемых ракет Fairchild Engine and Airplane Corp., производством деталей ракет, — потенциометров, гироскопов, акселерометров и преобразователей давления, — в структуре бизнес-империи Шермана Фэрчайлда занималось подразделение деталей (Components Division) Fairchild Controls Corp. в Хиксвилле, Лонг-Айленд.
Ракетно-космическая и авиатехника
Ракетно-космическое/авиатехническое подразделение (Stratos Division) в Бэй-Шор, Лонг-Айленд, занималось производством РКТ. Кроме него, в сфере РКТ была занята Fairchild Space Company в Джермантауне, штат Мэриленд.
Машиностроение
Машиностроительное/металлургическое подразделение (Al-Fin Division, сокр. от aluminium finning — название технологического процесса погружения стальных и чугунных деталей в расплавленный алюминий и его сплавы) в Дир-Парке, Лонг-Айленд, имело литейный цех, занимавшийся цветной металлургией (алюминиевые и магниевые сплавы) и выпускало готовую продукцию: цилиндры и поршни двигателей внутреннего сгорания, подшипники, шатуны, кривошипно-шатунные механизмы, коленвалы, фрикционные вкладыши, тормозные системы, радиаторы, рефрижераторное и компрессорное оборудование, пожарные насосы, мотоциклы, вспомогательные силовые установки самолётов и др.
НИОКР
В 1959 году, на волне упадка в сфере производства управляемого ракетного вооружения, компания диверсифицировала свою деятельность за счёт научно-исследовательских и опытно-конструкторских проектов. Был объявлен набор специалистов в лабораторные подразделения компании на Лонг-Айленде, которыми стали газотурбинная лаборатория (Gas-Turbine Laboratory) и лаборатория перспективных исследований (Advanced Research Laboratory).

## Самолёты

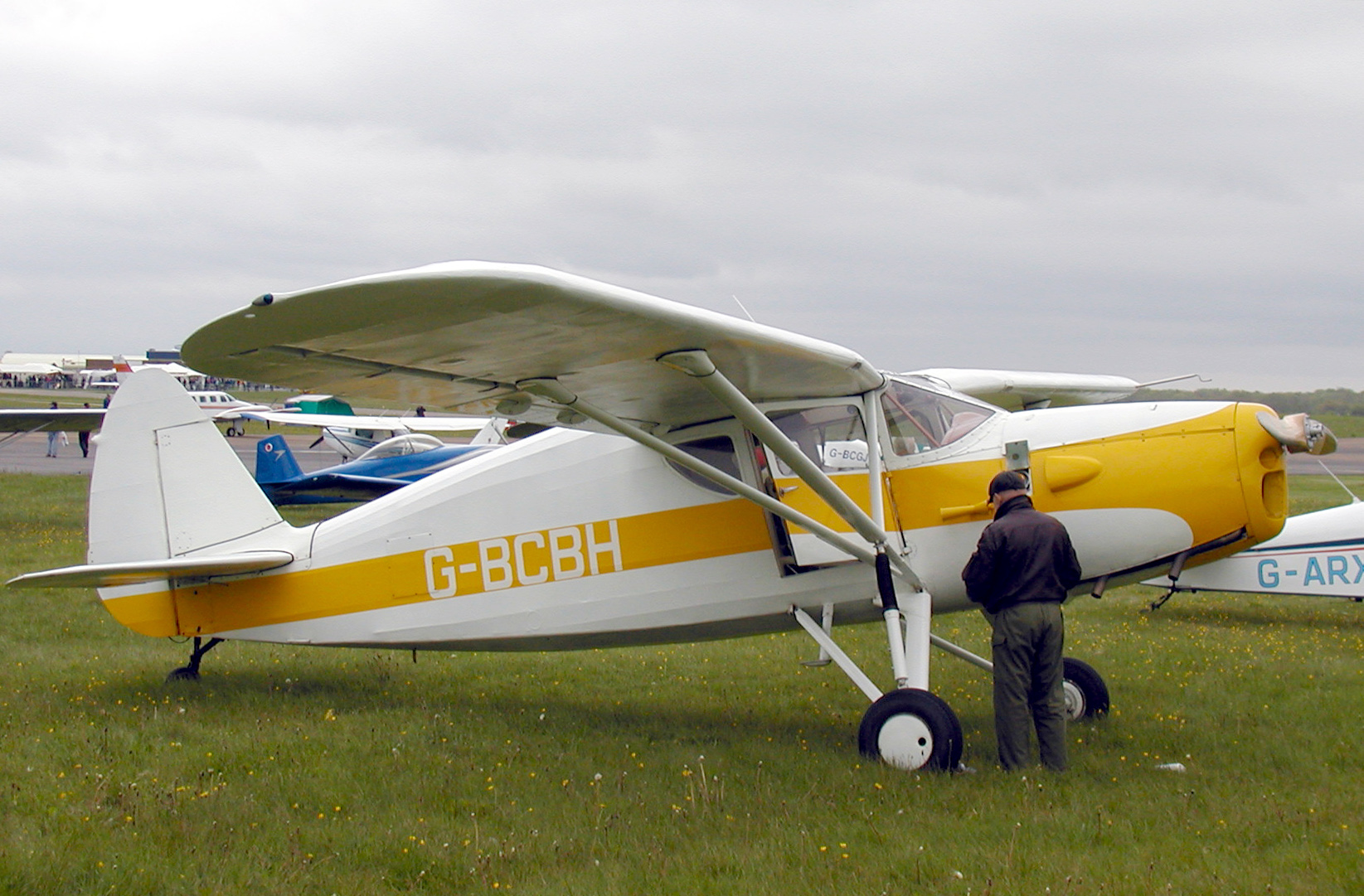
Fairchild Argus III, 1944 год

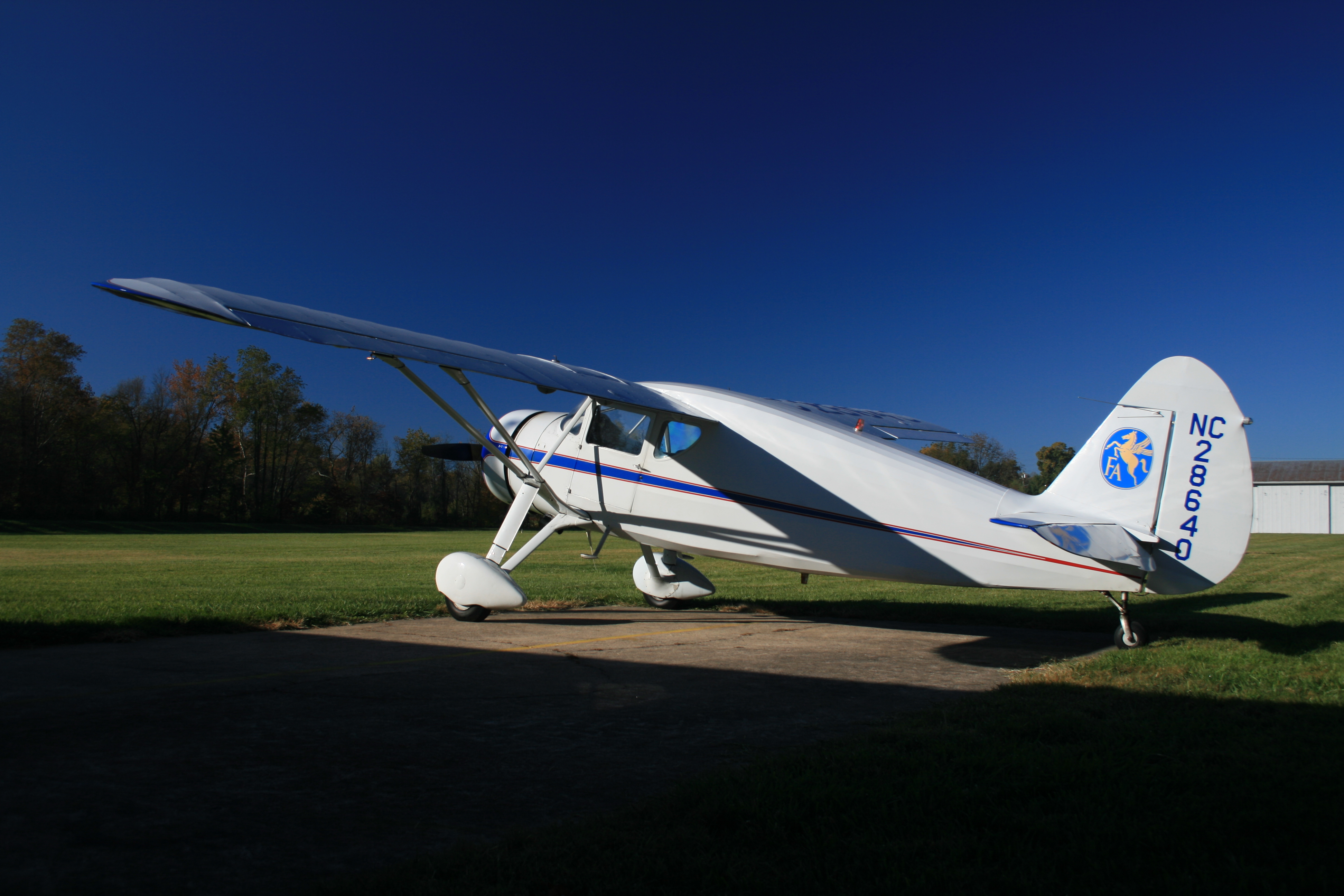
Fairchild 24, 1940 год

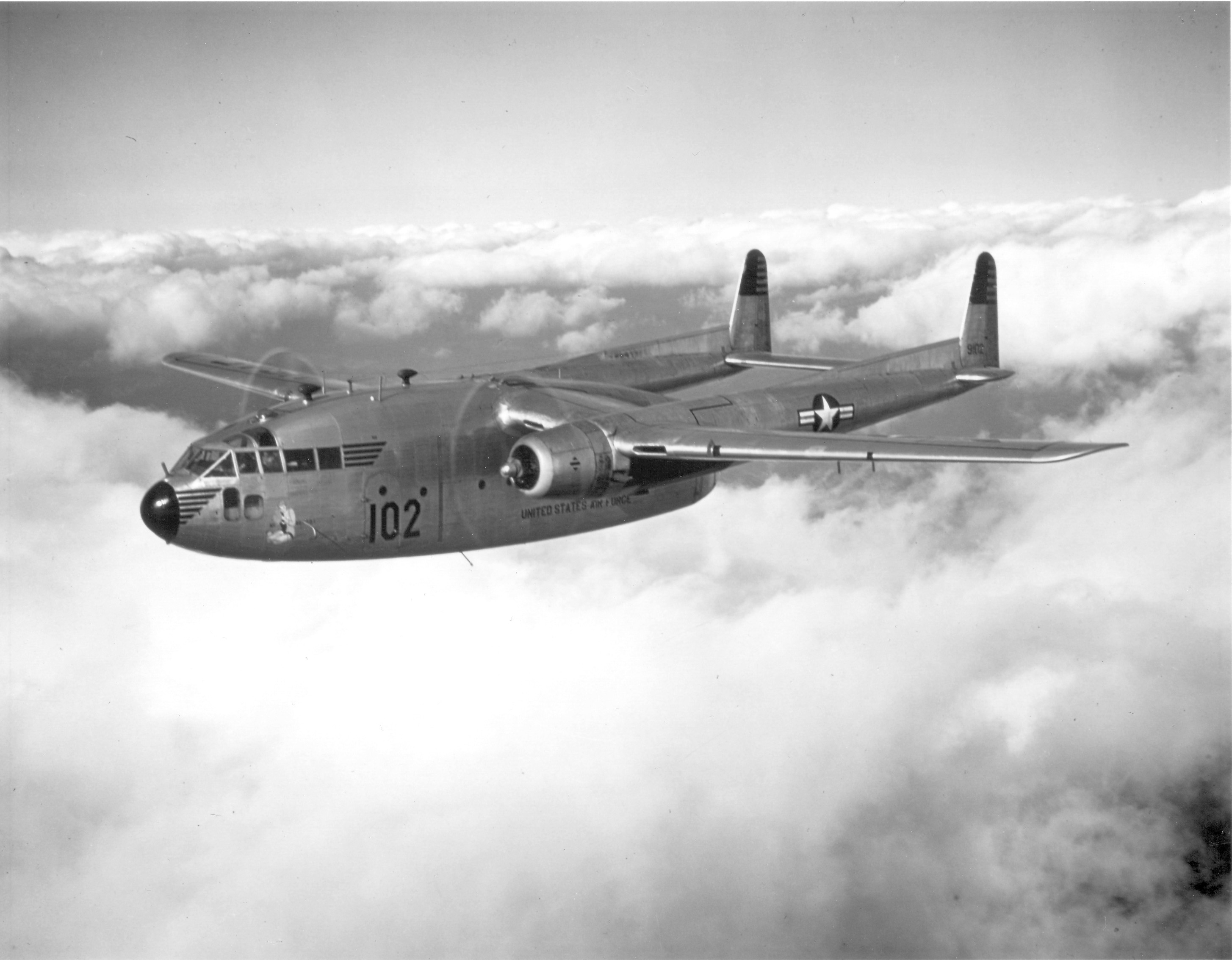
Fairchild C-119 Flying Boxcar из 314-й десантной группы ВВС

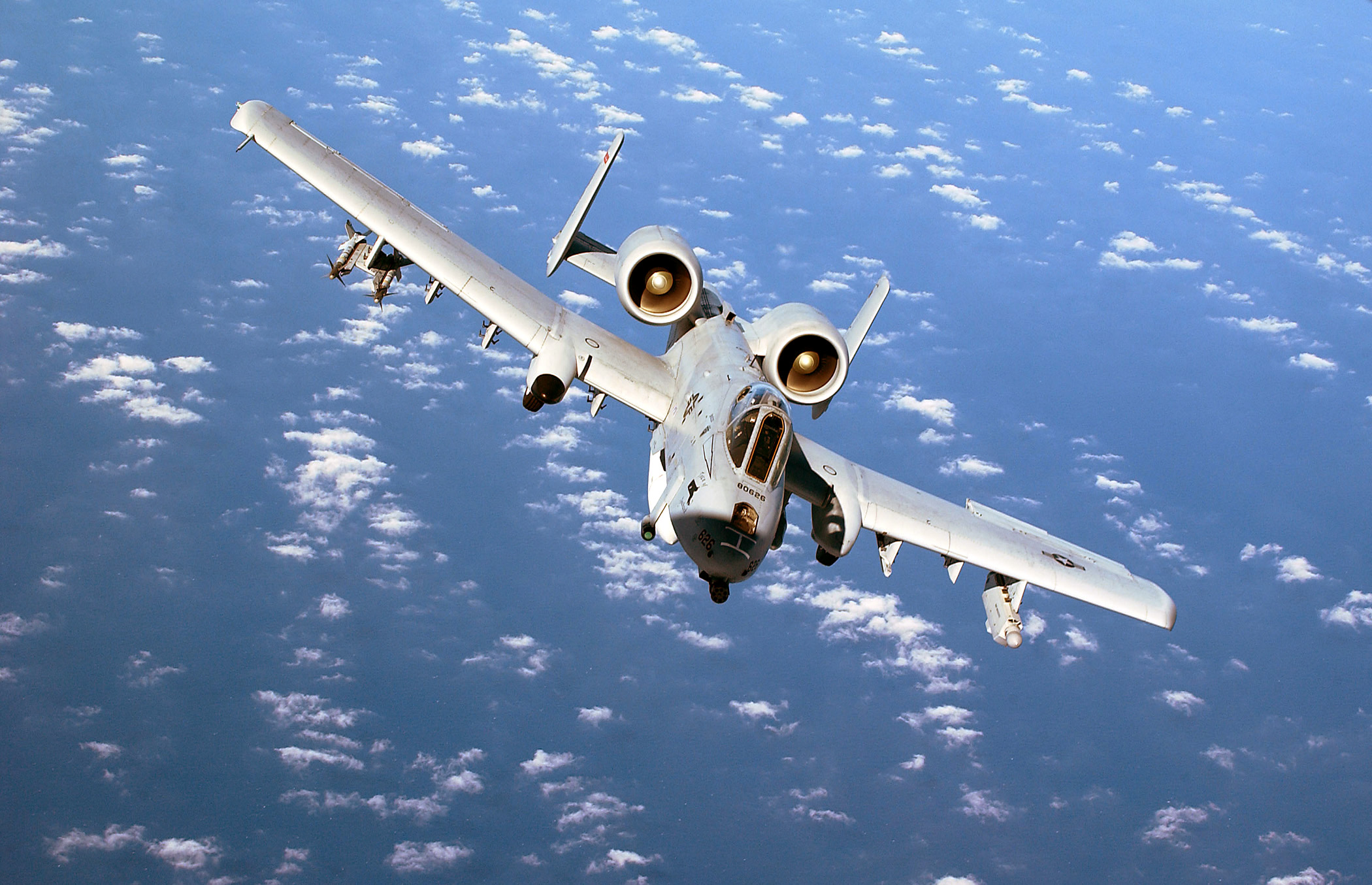
«Тандерболт-II» один из наиболее известных боевых самолётов «Фэрчайлд»

### Военные самолёты
- Fairchild C-26 Metroliner[англ.] — тактический военно-транспортный самолёт
- Fairchild Republic A-10 Thunderbolt II — штурмовик (построено 716 самолётов)
- Fairchild AC-119[англ.] — штурмовик (построено 52 самолёта)
- Fairchild VZ-5[англ.] — экспериментальный самолёт с вертикальными взлётом и посадкой
- Fairchild XC-120 Packplane[англ.] — военно-транспортный самолёт
- Fairchild C-123 Provider — тактический военно-транспортный самолёт (построено 307 самолётов)
- Fairchild C-119 Flying Boxcar — военно-транспортный самолёт (построено 1183 самолёта)
- Fairchild C-82 Packet[англ.] — транспортно-десантный самолёт (построено 223 самолёта)
- Fairchild 91[англ.] — летающая лодка (построено 4 самолёта)

### Лёгкие, многоцелевые и учебные самолёты
- Fairchild T-46[англ.] — реактивный учебно-тренировочный самолёт. Построено 3 самолёта
- Fairchild AU-23 Peacemaker[англ.] — лёгкий ударный самолёт с УВП
- Fairchild XNQ[англ.] — турбовинтовой учебно-тренировочный самолёт. Построено 2 самолёта
- Fairchild M-84[англ.] — четырёхместный самолёт на базе Fairchild PT-19[англ.]
- Fairchild AT-21 Gunner[англ.] — учебно-тренировочный бомбардировщик. Построено 175 самолётов
- Fairchild PT-19[англ.] — учебно-тренировочный самолёт. Построено 6397 самолётов
- Fairchild F-46[англ.] — лёгкий самолёт
- Fairchild 45[англ.] — моноплан с низкорасположенным крылом. Построено 17 самолётов
- Fairchild 24 — четырёхместный лёгкий самолёт. Построено 2232 самолётов
- Fairchild 22 — двухместный моноплан. Построено 127 самолётов
- Fairchild 100[англ.] — грузопассажирский самолёт. Построено 27 самолётов
- Fairchild KR-34[англ.] — лёгкий биплан. Построено более 73 самолётов
- Fairchild 21 — двухместный моноплан. Построено 2 самолёта
- Fairchild 42[англ.] — трёхместный лёгкий самолёт. Построено 8 самолётов
- Fairchild 71[англ.] — девятиместный лёгкий транспортный самолёт. Построено 111 самолётов
- Fairchild FC — пятиместный лёгкий многоцелевой самолёт. Построено 119 самолётов

### Пассажирские самолёты
- Fairchild Dornier 728[англ.] — прототип аэротакси
- Fairchild Dornier 428JET[англ.] — прототип регионального реактивного самолёта
- Fairchild Dornier 328JET — аэротакси. Построено 110 самолётов
- Fairchild Swearingen Metroliner — турбовинтовой авиалайнер. Построено 600 самолётов
- Swearingen Merlin[англ.] — турбовинтовой служебный самолёт
- Fairchild 228[англ.] — региональный реактивный авиалайнер. Построено 2 самолёта
- Fairchild Hiller FH-227 — турбовинтовой пассажирский самолёт. Построено 78 самолётов

### БПЛА
- XBQ-3[англ.] — самолёт-снаряд периода Второй мировой войны, разработанный на базе учебно-тренировочного самолёта AT-21 Gunner
- AQM-41 Petrel[англ.] — самолёт-мишень, переделанный из управляемых ракет AUM-N-2 Petrel
- AN/USD-4 Swallow — армейский разведывательный беспилотный летательный аппарат с ТРД и ТТУ, серийно не производился[16]
- AN/USD-5 Osprey — армейский разведывательный беспилотный летательный аппарат с дельтавидным крылом и миниатюрной инерциальной навигационной системой[17] Работы по созданию и испытаниям летательного аппарата AN/USD-5 велись в 1957—1962 гг. Проект обошёлся американской казне в $103,3 млн[18]

## Вертолёты
- Fairchild Hiller FH-1100 — турбовинтовой вертолёт. Построено 253 вертолётов

## Ракеты

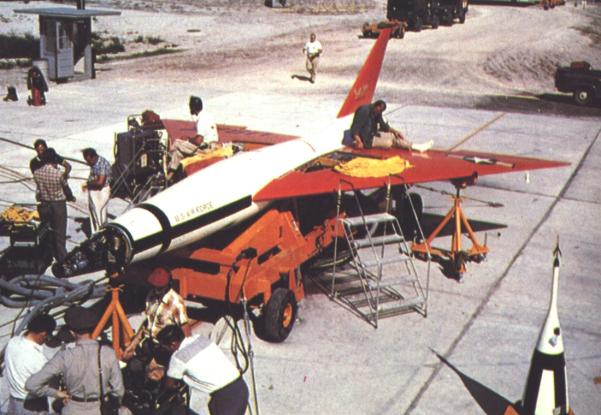
Подготовка к пуску ракеты Goose

- Gander — КРНБ-носитель конвенциональных или атомных бомб (кассетный боеприпас), аналог проекта «Слэм», ракета с жидкостным ракетным двигателем, корпус и тело ракеты было сконструировано большей частью из полимерных материалов[19]. «Гандер» исходно создавалась как аналог ракеты «Гус», то есть как ложная цель-имитатор крылатой ракеты для массирования средств воздушного нападения и перегрузки системы ПВО противника, впоследствии была перепроектирована в средство доставки ядерной боевой части мощностью в одну мегатонну на расстояние до 3220 км или для производства беспилотного бомбометания над территорией противника[12]. Преимущество ракеты заключалось в двух факторах, во-первых, её конечная сборка могла осуществляться по месту нахождения американских сил в Европе, во-вторых, стоимость одной ракеты с учётом сборки за рубежом не превышала пол-миллиона долларов[20]
- Goose[англ.] — КРНБ имитатор воздушной цели типа «реактивный стратегический бомбардировщик» и постановщик искусственных помех для преодоления системы ПВО противника[21][22]
- Duck — УРВВ ближней дальности, вооружение сверхзвуковых бомбардировщиков B-58 и самолётов аналогичного класса дальней бомбардировочной авиации для борьбы с истребителями противника[23][24]
- Lark — учебная ЗУР с радиокомандным наведением и ОФБЧ для подготовки расчётов зенитно-ракетных подразделений флота[25][26]
- M-X — межконтинентальная баллистическая ракета шахтного базирования с РГЧ ИН. Подразделение Fairchild Space Company было одним из четырёх кандидатов на получение подряда (наряду с McDonnell Douglas, Boeing и Lockheed). В итоге уступило победу Boeing[27]
- Petrel — УРВП с полуактивным радиолокационным самонаведением и ОФБЧ для борьбы с подводными лодками противника[28][29] (единственная принятая на вооружение ракета Fairchild)
- WS-101A — система высотного бомбометания для стратегических бомбардировщиков B-52[30]